# Igor Tikhomirov
Igor Tyihomirov (oroszul: Игорь Сергеевич Тихомиров, Igor Szergejevics Tyihomirov) (Moszkva, 1963. május 4. –) szovjet-orosz születésű szovjet színekben világbajnok, olimpiai bronzérmes, később kanadaiként világbajnoki bronzérmes párbajtőrvívó, edző.